# Polyboea
Genre
Polyboea est un genre d'araignées aranéomorphes de la famille des Pisauridae.

## Distribution
Les espèces de ce genre se rencontrent en Asie du Sud-Est, en Inde et en Chine.

## Liste des espèces
Selon World Spider Catalog (version 17.0, 07/05/2016) :
- Polyboea vulpina Thorell, 1895
- Polyboea zonaformis (Wang, 1993)

## Publication originale
- Thorell, 1895 : Descriptive catalogue of the spiders of Burma. London, p. 1-406 (texte intégral).